# Bleekkapduif
De bleekkapduif (Columba punicea) is een vogel uit de familie van duiven (Columbidae). De wetenschappelijke naam van de soort werd als Alsocomus puniceus in 1842 gepubliceerd door Edward Blyth (die overigens Samuel Tickell de eer gaf). Het is een door jacht en habitatverlies kwetsbaar geworden vogelsoort die voorkomt in Azië.

## Kenmerken
De vogel is 36 tot 40,5 cm lang. Het is een overwegend donker gekleurde, vrij grote duif. Van boven is de vogel paars tot kastanjekleurig bruin met een groene glans in de nek en mantel. Van onder en rond het oog is de vogel wijnkleurig tot bruin. Opvallend is de lichtgrijze ("bleke") kruin.

## Verspreiding en leefgebied
Deze soort komt voor van zuidelijk Tibet tot oostelijk India, Myanmar, Thailand en het eiland Hainan (zuidelijk China). De leefgebieden van deze vogel liggen in bebost gebied, bij voorkeur goed ontwikkeld tropisch en subtropisch loofbos, maar ook bosrijk agrarisch landschap en riverbegeleidend bos met bamboe ondergroei.

## Status
De grootte van de populatie werd in 2016 door BirdLife International geschat op 2,5 tot 10 duizend volwassen individuen. De populatie-aantallen nemen af door jacht en habitatverlies. Het leefgebied wordt aangetast door ontbossing, waarbij natuurlijk bos plaats maakt voor intensief agrarisch gebruikt land. Om deze redenen staat deze soort als kwetsbaar op de Rode Lijst van de IUCN.